# Lavorazione a tricot
Il termine tricot deriva dal verbo “tricoter”, di origine germanica e sta ad indicare un lavoro o tessuto a maglia.
Si pensa che questo tipo di lavorazione abbia origini molto antiche, dato che abbiamo testimonianze risalenti all’epoca greca.

## Il tricot oggi
Il tricottaggio è molto di moda ed è divenuto un vero e proprio passatempo femminile, ma in parte anche maschile, perché si ha la possibilità di creare capi originali e unici.
Grazie a questo tipo di lavorazione si possono realizzare sciarpe, cappelli o addirittura vestiti.

## Utensili
Il tricot è un metodo di produzione abbastanza semplice, che si basa sulla creazione di intrecci con qualsiasi tipo di lana.
Per lavorare a maglia servono solamente due utensili fondamentali: i ferri, che possono essere in acciaio, alluminio o plastica. Il materiale di cui sono fatti non è importante; la cosa basilare è che siano perfettamente lisci e con la punta arrotondata.
I ferri vengono venduti a coppia e per ottenere una buona lavorazione la loro grossezza deve essere proporzionale a quella del filato scelto.
La tabella sottostante riporta le proporzioni che vengono di solito utilizzate:
| FILO         | FERRI NUMERO |
| Sottile      | 2.5 o 3      |
| Medio        | 3 o 3.5      |
| Grosso       | 3.5 o 4      |
| Molto grosso | Da 4 a 8     |

Esistono anche ferri particolari, che servono per la realizzazione di maglie inconsuete.
- Ferri da treccia: sono ferri corti con una V centrale, che ha lo scopo di servire da appoggio per le maglie che creano poi la treccia. La loro forma fa sì che le maglie non si sfilino, in modo da non perdere punti mentre si lavorano le altre maglie.
- Ferri circolari: sono ferri a due punte uniti da un filo flessibile in plastica e vengono utilizzati per la realizzazione di lavori tubolari.

## Stili di lavorazione
Per lavorare a maglia esistono molti metodi, ma i più diffusi e utilizzati sono lo stile Continental Knitting, l'Eastern Uncrossed, il Combine Knitting, l'English Knitting e l’Irish Cottage.
- Lo stile Continental Knitting, detto anche “alla tedesca”, ha la caratteristica di mantenere il filo del lavoro sulla sinistra in maniera da poter prendere direttamente il filo con il ferro, senza staccare mai le mani dal lavoro. Questa tecnica viene preferita dai professionisti, perché richiede un minor numero di movimenti e quindi risulta più veloce.
- Lo stile Eastern Uncrossed è una variante del Continental, il filo però viene raccolto sul retro.
- Il Combine Knitting è un'altra variante del Continental: il filato viene avvolto sul rovescio, così da cambiare l’orientamento dei punti.
- Nello stile English Knitting o “stile inglese” il filo del lavoro viene tenuto sulla destra e il filo viene gettato, togliendo la mano destra dal lavoro e avvolgendolo al ferro.
- Lo stile Irish Cottage è una variante dell’English Knitting; la differenza sta nel fatto che il filo viene appoggiato nell’incavo tra il pollice e l’indice e la maglia viene lavorata come al telaio.

## Tricot e filati
Il mondo del tricot riceve moltissimo interesse a livello mondiale, tanto che negli ultimi anni sono stati creati tantissimi eventi ad hoc, che puntano i riflettori non solo sulle tecniche di lavorazione ma anche sui filati più adatti. In questo settore riveste una particolare importanza Pitti Filati, una fiera internazionale dove vengono presentate le aziende specializzate nella filatura, che si tiene ogni anno alla Fortezza Da Basso a Firenze. A questa esposizione, che  attira compratori da tutto il mondo alla ricerca dell’eccellenza italiana, una parte delle collezioni è dedicata all’aguglieria, ossia ai filati adatti alla lavorazione manuale. Durante la manifestazione vengono organizzati specifici appuntamenti, durante i quali ogni marchio espone le diverse metodologie di lavorazione e l’utilizzo migliore per i propri filati.